# 2140 Kemerovo
Kemerovo (asteroide 2140) é um asteroide da cintura principal com um diâmetro de 29,49 quilómetros, a 2,827415 UA. Possui uma excentricidade de 0,0535209 e um período orbital de 1 885,88 dias (5,16 anos).
Kemerovo tem uma velocidade orbital média de 17,23270592 km/s e uma inclinação de 6,98482º.
Esse asteroide foi descoberto em 3 de agosto de 1970 por Lyudmila Chernykh.